# Gourock Trench Cemetery
Gourock Trench Cemetery is een Britse militaire begraafplaats met gesneuvelden uit de Eerste Wereldoorlog, gelegen in de Franse gemeente Tilloy-les-Mofflaines (Pas-de-Calais). De begraafplaats werd ontworpen door William Cowlishaw en ligt aan de Rue Jacquart te midden van een industriegebied op 1700 m ten noorden van het centrum (gemeentehuis). Ze heeft een rechthoekig grondplan waarvan de lange zijden worden afgeboord met een natuurstenen muur afgedekt met witte blokken. Aan de voorzijde staan twee boogvormige doorgangen verbonden door een laag muurtje, alles opgebouwd uit witte natuursteen. Een van deze doorgangen doet dienst als toegang. Achteraan staat het Cross of Sacrifice op een verhoogd terras met een vijftal treden. De begraafplaats wordt onderhouden door de Commonwealth War Graves Commission.
Op de begraafplaats liggen 44 doden waaronder 4 niet geïdentificeerde.

## Geschiedenis
De begraafplaats werd in april 1917 gestart door eenheden van de 15th (Scottish) en de 37th Divisions en is genoemd naar de Schotse burgh Gourock. De meerderheid van de slachtoffers vielen op de eerste dag van de Slag bij Arras. Enkele graven werden in maart en augustus 1918 toegevoegd. Onder de geïdentificeerde doden zijn er 36 Britten en 4 Canadezen.